# Breno Sidoti
Breno Sidoti, né le 16 mars 1983 à Cruzeiro, est un coureur cycliste brésilien.

## Palmarès
- 2003
  - 3e étape du Tour de Santa Catarina
  - 3e de la Copa América de Ciclismo
- 2004
  - 4e étape du Tour du Brésil-Tour de l'État de Sao Paulo
  - 2e de la Copa da Republica de Ciclismo
  - 2e du Tour de Porto Alegre
  - 3e du Tour du Brésil-Tour de l'État de Sao Paulo
  - 3e du Torneio de Verão
  - 3e du Tour de Rio
- 2005
  -  Champion du Brésil sur route espoirs
  -  Champion du Brésil du contre-la-montre espoirs
  - 4e étape du Tour du Paraná
  - 3e étape du Tour de Santa Catarina
  - 3e du Tour de Porto Alegre
- 2006
  - Prologue du Tour de Vénétie
  - 2e du Trofeo Zssdi
  -  Médaillé d'argent des championnats panaméricains
- 2007
  - Prova São Salvador
  - 1re étape du Tour de Santa Catarina (contre-la-montre par équipes)
- 2009
  - Tour de Rio :
    - Classement général
    - 1re étape

  - 5eb étape de la Rutas de América
- 2011
  - Copa América de Ciclismo

## Classements mondiaux
| Année            | 2006 | 2007 | 2008 | 2009 | 2010 | 2011 | 2012 |
| ---------------- | ---- | ---- | ---- | ---- | ---- | ---- | ---- |
| UCI America Tour | 32e  |      |      | 23e  | 365e | 326e | 331e |
| UCI Europe Tour  | 514e |      |      |      |      |      |      |